# 玉乃島新
玉乃島 新（たまのしま あらた、1977年9月15日 - ）は、福島県西白河郡泉崎村出身（出生地は秋田県湯沢市（旧雄勝郡雄勝町））で片男波部屋に所属した元大相撲力士。本名は岡部 新（おかべ あらた）。得意手は左四つ、寄り。愛称はアラタ。最高位は西関脇（2004年1月場所）。現在は年寄・放駒。

## 人物
元プロボクサー・タートル岡部（元日本ミドル級王者）の次男であり、元十両・玉ノ国光国の弟である。また、元大関・清國の甥（清國の実妹の子）で落語家・林家希林は従弟。
自身の出生地は秋田県、育ちは東京都文京区であるが、日本相撲協会へは父親の故郷である福島県を出身地として届け出ている。
現役時代の体格は身長187cm、体重162kg。現役引退後はダイエットし、2022年1月時点の体重は92kg。
趣味は音楽鑑賞とトランプで、好物は鶏のから揚げ。干支は巳年、血液型はO型。

## 来歴

### 大相撲入門まで
上述のように、母方の伯父が元大関、父が元プロボクサー、兄も大相撲力士というスポーツ家系に生まれる。小学生から兄と共に文京針ヶ谷相撲クラブで相撲を始めた。文京区立第十中学校3年時には8月初旬の全国都道府県中学生相撲選手権大会の個人戦決勝で竹内雅人（雅山）に勝って優勝したが、8月下旬の全国中学校相撲選手権大会では個人戦決勝で竹内に敗れた。同学年の竹内とはその後も高校、大学、大相撲とライバル関係が続くことになる。
強豪金沢市立工業高等学校に相撲留学した後、兄も進学していた東洋大学に進学したが、大学は2年で中退し、片男波部屋に入門した。清國の甥という縁で伊勢ヶ濱部屋に入門することも予想されていたが、清國とタートル岡部が不仲であった事や、また清國は当時部屋経営のトラブルが相次ぎ伊勢ヶ濱部屋は稽古に専念できる環境でなかったことから、入門には至らなかった（清國の項を参照）。

### 力士時代
1998年3月場所に幕下付出で初土俵を踏んだ。大学を卒業した兄も同時に同じ部屋から幕下付出で初土俵を踏んでおり、これは史上初の兄弟同時の幕下付出であった。当初は玉ノ洋（たまのなだ）という四股名を名乗った。その後は順調に番付を上げて行き、1999年9月場所に十両に昇進、2000年11月場所に新入幕を果たした。その場所は7勝8敗と負け越し十両に陥落したが、2001年3月場所に再入幕を果たし、それ以降は幕内に定着した。
その再入幕に際して、四股名を玉乃島と改めた。これは現役中に亡くなっている51代横綱玉の海が大関時代まで名乗った四股名であり、当時の師匠・片男波（元関脇・玉ノ富士）が、有望な力士にこの由緒ある四股名を襲名させようと考えていたためである。当時は「こんな太った顔では『玉乃島』というイメージじゃない」と相撲ファンからの反発もあったとされる。
その再入幕の場所で11勝4敗の成績を挙げて敢闘賞を受賞し、2場所後の2001年7月場所には12勝3敗の成績を挙げて再び敢闘賞を受賞して、翌9月場所には入幕後5場所目にして小結昇進を果たし、東洋大学出身者として初めて三役力士となった。2004年1月には関脇に昇進した。2003年の11月場所は武蔵丸に勝ち敢闘賞、2004年の5月場所は武双山と魁皇に勝ち12勝し技能賞、2005年3月場所は12勝し敢闘賞、2006年7月場所は11勝し敢闘賞、と活躍し大関候補として期待もされていたが、2004年に魁皇の小手投げで左腕を怪我した影響か、通算4場所務めた三役では勝ち越す事が出来ず、結局、平幕で相撲を取る事が殆どであった。
2008年1月場所には兄・玉光国が引退したが、その場所背中を痛めていた玉乃島は平幕下位で3勝12敗と大きく負け越して、42場所連続で守った幕内の地位を失った。その時は1場所のみで幕内復帰を果たした。しかし2009年9月場所から5場所連続で負け越して、2010年7月場所に再び十両に陥落した。十両でも負け越しを続けたが、11月場所に9勝6敗と8場所ぶりに勝ち越した。
2011年は1月場所こそ9勝6敗と勝ち越したものの、大相撲八百長問題による3月場所中止以後は力を落とし、5月の技量審査場所から4場所連続で負け越した。9月場所は5勝10敗の不振に終わるも10日目の佐田の富士戦では立合いの当たりを受けて鼻血を出しながら上手投げで勝利するという見せ場を作った。11月場所は初日から8連敗を喫し9日目に現役引退を表明した（9日目の琴勇輝戦は不戦敗となった）。

### 現役引退後

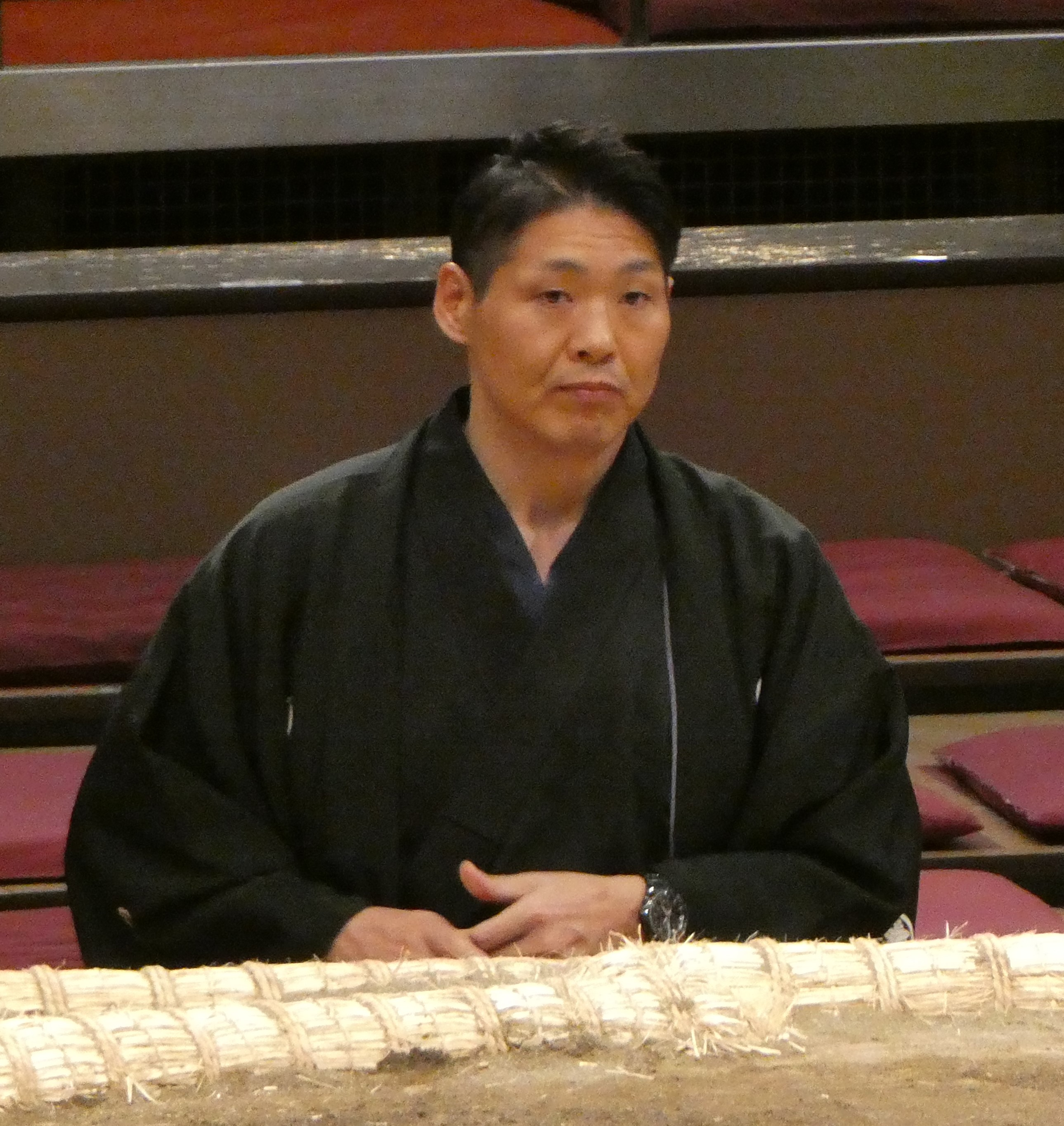
土俵下で審判を務める放駒親方（2022年1月15日撮影）

引退後は年寄「西岩」を襲名し、片男波部屋付きの親方になった。断髪式は2012年6月10日に両国国技館で行われた。「西岩」は若の里からの借株だったため、2013年5月7日に先代の停年退職で空き名跡になっていた「放駒」を取得し、名跡変更した。2014年11月24日に同門の松ヶ根部屋に移籍し、同年12月1日付で松ヶ根部屋が二所ノ関部屋へ改称されて以降は二所ノ関部屋付きとして活動した。
2016年3月30日付で審判委員に就任した。
2019年2月、2018年のゴールデンウイークに出会ったネイリストの女性と結婚。2019年6月15日に挙式・披露宴を執り行った。
2021年12月24日（理事会での承認は同月2日付）、所属する二所ノ関部屋を改称の上で継承する形で放駒部屋の師匠に就任した。部屋継承により弟子となった松鳳山とは、現役末期に十両で3度対戦経験があり、玉乃島の1勝2敗（2010年7月場所11日目…●寄り切り、2011年7月場所初日…○叩き込み、●2011年9月場所2日目…押し出し）。
2022年7月場所9日目（18日）、新型コロナウイルス感染が判明。これにより、放駒部屋所属力士とともに場所休場となった。

## 力士としての特徴
腕力が強く、右のおっつけが峻烈で、これを利して前に出るのが理想であった。押し相撲でも強かったが、左を差して出る形も良かった。元は四つ相撲主体であったが1999年9月場所の北桜戦がおっつけや押し相撲の深化のきっかけとなったと本人が引退会見で語っていた。だが、ツラ相撲の傾向があり、調子がよいと大勝ちを収めることも多かったが、大負けを喫することもままあった。また、怪我の多い力士で、魁皇の小手投げによって痛めた左腕をはじめ、右肩・股関節・背中などを痛めた経験があった。

### 2009年9月場所7日目 朝青龍戦
朝青龍はまず玉乃島に左ひじをきめられて後退。苦境でうまくいなすと、俵に詰まった玉乃島は後ろ向きになった。朝青龍は両手で押しながら、痛めているはずの右ひざを、玉乃島の左尻にぶつけた（決まり手は送り出し）この「蹴り出し」に対する抗議電話は協会に対して10分以上、約30件続いた。朝青龍は「万全でない右足ではすり足ができず踏み込むためには足を大きく降りあげるしかなかった」という趣旨の説明をした。規則上「胸や腹を蹴ること」は反則だが、尻については明記されていない。武蔵川理事長（役職は当時、元横綱三重ノ海）は「体が一緒にいったんでしょう。蹴りじゃないよ」と流れと解釈し、土俵下の放駒審判長（当時、元大関魁傑）も「確かにひざは当たったけど、動きの中で、蹴りにいったとは見えなかった」と説明した。

## 主な成績

### 通算成績
- 通算成績：557勝582敗4休 勝率.489
- 幕内成績：395勝441敗4休 勝率.472
- 通算在位：82場所
- 幕内在位：56場所
- 三役在位：4場所（関脇1場所、小結3場所）

### 各段優勝
- 十両優勝：1回（2001年1月場所）

### 三賞・金星
- 三賞：6回
  - 敢闘賞：5回（2001年3月場所、2001年7月場所、2003年11月場所、2005年3月場所、2006年7月場所）[1]
  - 技能賞：1回（2004年5月場所）
- 金星：2個
  - 武蔵丸1個、朝青龍1個

### 場所別成績
| | 一月場所 初場所（東京） | 三月場所 春場所（大阪） | 五月場所 夏場所（東京） | 七月場所 名古屋場所（愛知） | 九月場所 秋場所（東京） | 十一月場所 九州場所（福岡） |
| --- | ----------------------- | ----------------------- | ----------------------- | --------------------------- | ----------------------- | --------------------------- |
| 1998年 （平成10年） | x                       | 幕下付出60枚目 5–2      | 西幕下43枚目 4–3        | 西幕下34枚目 6–1            | 東幕下13枚目 5–2        | 西幕下6枚目 3–4             |
| 1999年 （平成11年） | 東幕下11枚目 3–4        | 東幕下17枚目 4–3        | 西幕下11枚目 5–2        | 西幕下4枚目 5–2             | 西十両13枚目 10–5       | 西十両7枚目 6–9             |
| 2000年 （平成12年） | 西十両10枚目 5–10       | 東幕下2枚目 5–2         | 東十両12枚目 11–4       | 東十両4枚目 7–8             | 西十両5枚目 10–5        | 西前頭14枚目 7–8            |
| 2001年 （平成13年） | 東十両筆頭 優勝 12–3    | 東前頭10枚目 11–4 敢    | 東前頭3枚目 5–10        | 西前頭7枚目 12–3 敢         | 西小結 7–8              | 西前頭筆頭 7–8              |
| 2002年 （平成14年） | 東前頭2枚目 3–12        | 東前頭9枚目 6–9         | 西前頭11枚目 5–10       | 西前頭15枚目 11–4           | 東前頭5枚目 8–7         | 西前頭3枚目 5–10            |
| 2003年 （平成15年） | 東前頭8枚目 8–7         | 西前頭4枚目 8–7         | 西前頭3枚目 7–8         | 東前頭4枚目 5–10 ★          | 西前頭7枚目 9–6         | 西前頭3枚目 10–5 敢★        |
| 2004年 （平成16年） | 西関脇 5–10             | 西前頭3枚目 6–9         | 西前頭5枚目 12–3 技     | 西小結 6–9                  | 西前頭2枚目 7–8         | 東前頭4枚目 8–7             |
| 2005年 （平成17年） | 東前頭3枚目 5–10        | 西前頭7枚目 12–3 敢     | 東前頭筆頭 5–10         | 西前頭4枚目 5–10            | 西前頭8枚目 11–4        | 東前頭筆頭 8–7              |
| 2006年 （平成18年） | 西小結 7–8              | 東前頭筆頭 5–10         | 東前頭6枚目 6–9         | 東前頭10枚目 11–4 敢        | 東前頭2枚目 4–11        | 東前頭7枚目 2–9–4           |
| 2007年 （平成19年） | 東前頭14枚目 10–5       | 西前頭8枚目 10–5        | 西前頭2枚目 6–9         | 西前頭5枚目 6–9             | 東前頭7枚目 8–7         | 東前頭6枚目 4–11            |
| 2008年 （平成20年） | 西前頭13枚目 3–12       | 東十両5枚目 10–5        | 西前頭13枚目 9–6        | 東前頭10枚目 7–8            | 東前頭12枚目 7–8        | 西前頭13枚目 6–9            |
| 2009年 （平成21年） | 東前頭15枚目 11–4       | 東前頭6枚目 8–7         | 東前頭3枚目 5–10        | 西前頭6枚目 9–6             | 東前頭3枚目 5–10        | 東前頭7枚目 4–11            |
| 2010年 （平成22年） | 東前頭13枚目 7–8        | 西前頭14枚目 6–9        | 西前頭16枚目 5–10       | 東十両5枚目 6–9             | 西十両6枚目 7–8         | 西十両8枚目 9–6             |
| 2011年 （平成23年） | 東十両6枚目 9–6         | 八百長問題 により中止   | 西十両筆頭 4–11         | 西十両3枚目 6–9             | 東十両7枚目 5–10        | 東十両12枚目 引退 0–9–0     |
| 各欄の数字は、「勝ち-負け-休場」を示す。 優勝 引退 休場 十両 幕下 三賞：敢=敢闘賞、殊=殊勲賞、技=技能賞 その他：★=金星 番付階級：幕内 - 十両 - 幕下 - 三段目 - 序二段 - 序ノ口 幕内序列：横綱 - 大関 - 関脇 - 小結 - 前頭（「#数字」は各位内の序列） |                         |                         |                         |                             |                         |                             |

### 幕内対戦成績
| 力士名   | 勝数 | 負数 | 力士名   | 勝数 | 負数 | 力士名   | 勝数 | 負数 | 力士名   | 勝数 | 負数 |
| -------- | ---- | ---- | -------- | ---- | ---- | -------- | ---- | ---- | -------- | ---- | ---- |
| 安芸乃島 | 2    | 2    | 朝青龍   | 3    | 19   | 朝赤龍   | 9    | 5    | 朝乃若   | 3    | 2    |
| 安壮富士 | 0    | 1    | 安美錦   | 11   | 6    | 阿覧     | 2    | 1    | 市原     | 0    | 1    |
| 岩木山   | 15   | 5    | 潮丸     | 2    | 2    | 皇司     | 3    | 1    | 大碇     | 0    | 4    |
| 小城錦   | 2    | 1    | 隠岐の海 | 0    | 2    | 魁皇     | 5(2) | 19   | 海鵬     | 10   | 7    |
| 垣添     | 9    | 10   | 鶴竜     | 3    | 2    | 春日王   | 8    | 3    | 春日錦   | 3    | 1    |
| 稀勢の里 | 2    | 4    | 北桜     | 1    | 0    | 北太樹   | 2    | 2    | 木村山   | 1    | 4    |
| 旭鷲山   | 10   | 5    | 旭天鵬   | 8    | 13   | 金開山   | 3    | 0    | 豪栄道   | 1    | 4    |
| 光法     | 2    | 0    | 光龍     | 3    | 1    | 五城楼   | 2    | 0    | 黒海     | 15   | 8    |
| 琴欧洲   | 2    | 8    | 琴春日   | 1    | 0    | 琴奨菊   | 2    | 4    | 琴ノ若   | 5    | 5    |
| 琴光喜   | 6    | 15   | 琴龍     | 7    | 3    | 磋牙司   | 0    | 1    | 霜鳥     | 5    | 7    |
| 十文字   | 8    | 1    | 翔天狼   | 1    | 1    | 大善     | 3    | 0    | 貴闘力   | 2    | 0    |
| 隆の鶴   | 1    | 0    | 貴ノ浪   | 1    | 3    | 貴乃花   | 0    | 1    | 隆乃若   | 3(1) | 6    |
| 高見盛   | 8    | 14   | 豪風     | 13   | 5    | 千代大海 | 8    | 14   | 千代天山 | 1    | 1    |
| 千代白鵬 | 3    | 1    | 出島     | 10   | 12   | 寺尾     | 1    | 1    | 闘牙     | 5    | 2    |
| 時津海   | 8    | 6    | 時天空   | 6    | 4    | 德瀬川   | 0    | 2    | 土佐ノ海 | 14   | 7    |
| 土佐豊   | 1    | 1    | 栃東     | 1    | 17   | 栃煌山   | 7    | 4    | 栃栄     | 4    | 3    |
| 栃ノ心   | 6    | 2    | 栃乃洋   | 11   | 13   | 栃乃花   | 4    | 3    | 豊桜     | 3    | 1(1) |
| 豊ノ島   | 3    | 8    | 豊響     | 3    | 3    | 白馬     | 2    | 1    | 白鵬     | 1    | 7    |
| 白露山   | 3    | 3    | 濵錦     | 4    | 0    | 濱ノ嶋   | 1    | 0    | 追風海   | 0    | 2    |
| 把瑠都   | 2    | 3    | 日馬富士 | 5    | 4    | 武州山   | 1    | 2    | 普天王   | 3    | 5    |
| 武雄山   | 8    | 0    | 豊真将   | 5    | 10   | 北勝力   | 5    | 14   | 将司     | 1    | 2    |
| 湊富士   | 1    | 0    | 雅山     | 3    | 17   | 武蔵丸   | 2(1) | 5    | 武双山   | 5(1) | 10   |
| 猛虎浪   | 2    | 1    | 山本山   | 2    | 0    | 燁司     | 0    | 1    | 嘉風     | 6    | 7    |
| 龍皇     | 0    | 1    | 露鵬     | 6    | 5    | 若光翔   | 0    | 1    | 若荒雄   | 0    | 1    |
| 若兎馬   | 1    | 0    | 若の里   | 7    | 15   | 和歌乃山 | 5    | 1    |          |      |      |

## 改名歴

### 力士時代
- 玉ノ洋 新（たまのなだ あらた）1998年3月場所 - 2001年1月場所
- 玉乃島 新（たまのしま あらた）2001年3月場所 - 2011年11月場所

### 年寄
- 西岩 新（にしいわ あらた） 2011年11月21日 - 2013年5月7日
- 放駒 新（はなれごま あらた） 2013年5月7日 -